# 协方差函数
在概率论和统计学中, 协方差 是一种两个变量如何相关变化的度量，而协方差函数（英語：Covariance function）, 或稱核函数, 描述一个随机过程或随机场中的空间上的协方差。 对于一个随机场或  随机过程 Z(x) 在定义域 D， 一个协方差函数C(x, y) 给出在两个点x 和 y 的值的协方差：
{\displaystyle C(x,y):=\operatorname {cov} (Z(x),Z(y)).\,}
C(x, y) 在两种情况下称为 自协方差 函数: 在时间序列 (概念一致，除了x和y 指时间点而不是空间点), 以及在多变量随机场 (指变量自己的协方差，而不是互协方差）.

## 可容许性
对点 x1, x2, …, xN ∈ D 为每种线性组合的方差
{\displaystyle X=\sum _{i=1}^{N}w_{i}Z(x_{i})}
可计算为
{\displaystyle \operatorname {var} (X)=\sum _{i=1}^{N}\sum _{j=1}^{N}w_{i}C(x_{i},x_{j})w_{j}.}
一个函数为有效的协方差函数当且仅当这个方差对所有可能的N和权重w1, …, wN非负。一个有这种性质的函数成为 正定.

## 平稳简化
对弱 平稳 随机场, 其中
{\displaystyle C(x_{i},x_{j})=C(x_{i}+h,x_{j}+h)\,}
对任意延迟 h, 协方差函数可表示为一元函数：
{\displaystyle C_{s}(h)=C(0,h)=C(x,x+h)\,}
称为 协变差图 也是 协方差函数. C(xi, xj) 可由 Cs(h) 计算:
{\displaystyle C(x,y)=C_{s}(y-x).\,}